# Червенокръста лястовица
Червенокръста лястовица (Cecropis daurica) е името на средно голям представител на семейство Лястовицови (Hirundinidae), по външен вид, поведение и начин на живот подобен на селската лястовица. Дължината на тялото ѝ е около 19 cm, размахът на крилете 32 cm и тежи около 30 гр. Кръстът ѝ и долната част на тялото са с червеникаворозов оттенък, откъдето носи и името си. Няма изразен полов диморфизъм.

## Разпространение
Среща се в Европа (включително и България), Азия и Африка. Прелетен вид, гнезди в Европа, средна Азия и северна Африка и зимува в южна Африка и южна Азия. Като цяло предпочита области с тропичен и умерен климат.

## Начин на живот и хранене
За разлика от селската лястовица избягва човешки поселения и се придържа към скалисти диви местности но все пак се среща и в слабо населени села. Храни се с летящи насекоми, които улавя по време на полет но може да ги лови и кацнали по растения.

## Размножаване
Моногамна птица, гнездото ѝ е подобно на това на селската лястовица, иззидано от кал и сламки с много характерна форма на срязана надлъжно бутилка, гнездова камера и по-тесен тунел към нея.
Снася от 3 до 6 яйца, които мъти в продължение на 14-16 дни. Малките напускат гнездото след около 20 дни. Родителите ги хранят с насекоми.

## Допълнителни сведения
В България е вид, защитен от закона и вписан в Червената книга.